# Buda, Illinois
Buda är en ort i Bureau County, Illinois, USA.